# جيف موليغان
جيف موليغان (بالإنجليزية: Geoff Mulligan)‏ هو عالم حاسوب أمريكي، ولد في القرن العشرين.